# Lily Bouwmeester
Lily Geertruida Maria Henriette Bouwmeester (Amsterdam, 28 september 1901 – Sliedrecht, 12 juli 1993) was een Nederlands actrice in theater, toneel en film.

## Levensloop

### Jeugdjaren
Lily was de buitenechtelijke dochter van de violist Louis Bouwmeester (1882-1931) en de pianiste Julie Marie Arpeau (1880-1952). Zij werd bij akte van 21 maart 1907 te Den Haag erkend als kind. Nadat haar ouders op 22 juli 1909 in Amsterdam in het huwelijk waren getreden, kreeg zij er nog een zus en broer bij: de op 19 april 1913 in Den Haag geboren tweeling Dolly en Loutje (Louis Frits Adolf). Haar vader had de wens dat ze in zijn voetstappen zou treden als violiste. Hierdoor reisde Bouwmeester met haar ouders mee, terwijl zij verscheidene concerttournees door heel Europa gaven. Op den duur bleek het reizen echter te zwaar en trok ze in 1913 in bij haar oudtante in Amsterdam, actrice Theo Mann-Bouwmeester.
Bouwmeester had de droom een danseres te worden, maar werd door haar tante op het toneel gezet. Telkens als er een kindacteur nodig was in een schouwburg, werd Lily naar de auditie gestuurd. Als kind speelde ze nog vooral rollen waarbij het acteertalent niet van groot belang was, maar het vooral ging om het 'poppengezichtje' van de jonge Lily. Ze had zelf geen plannen actrice te worden, maar maakte uiteindelijk carrière in het theater. Toen ze de leeftijd van veertien jaar had bereikt, sloot ze zich aan bij het theatergezelschap van toneelschrijver Herman Heijermans. Wegens haar korte kapsel en slanke postuur, speelde ze zowel meisjes- als jongensrollen. In deze periode leerde ze veel van het acteervak en kreeg ze voornamelijk advies van toneelspeler Eduard Verkade. In een interview uit 1987 vertelde ze dat ze al haar talenten als actrice aan hem te danken heeft en hem destijds zag als leermeester.
Mede door de aanmoediging van haar familie, die bijna geheel uit acteurs bestond, werd Bouwmeester ambitieus in het vak. In 1916 volgde dan ook haar filmdebuut. Ze speelde dat jaar het jongere personage dat filmdiva Annie Bos vertolkte in de kostuumfilm Majoor Frans. Ze speelde hierna nog regelmatig naast Bos in stomme films. Hieronder bevindt zich ook Het geheim van Delft (1917), een van de weinige stomme films met Bouwmeester die tegenwoordig nog steeds beschikbaar zijn. Bouwmeester vertelde in latere jaren dat ze de rolletjes kreeg omdat zij zou lijken op actrice Bos; de films zelf kon ze zich niet meer herinneren.
In de herfst van 1917 werd ze door Verkade aangenomen bij de Koninklijke Vereeniging Het Nederlandsch Tooneel. Het betekende voor Bouwmeester haar eerste engagement en ze tekende een contract voor zestig gulden per maand. Ze debuteerde in de rol van Dolly Clandon in het door George Bernard Shaw geschreven toneelstuk Je kunt nooit weten. Ze trad regelmatig op in de Stadsschouwburg Amsterdam. Hoewel ze inmiddels al de leeftijd van 16 jaar had bereikt, nam ze nog steeds jongensrollen op zich. De toneelstukken werden niet altijd positief ontvangen door recensenten, maar Bouwmeester kreeg steeds meer erkenning. Vooral voor haar tweede rol, als een jongeman in Rabindranath Tagore's De brief van de koning (1917), kreeg ze veel lof. Recensenten schreven dat ze 'meesterlijk speelde' en het publiek wist te ontroeren.
Ondanks een druk schema, bleef ze wel actief in de filmindustrie. In 1918 was ze te zien als de dochter van haar eigen oudtante en dier broer Louis Bouwmeester in de film Pro Domo. Deze werd opgenomen door hun neef Theo Frenkel sr.. Ze reisde het hele land door voor filmopnames. Zo werd De Duivel in Amsterdam (1919) opgenomen in Amsterdam, Santpoort en Limburg.

### Leven als volwassene

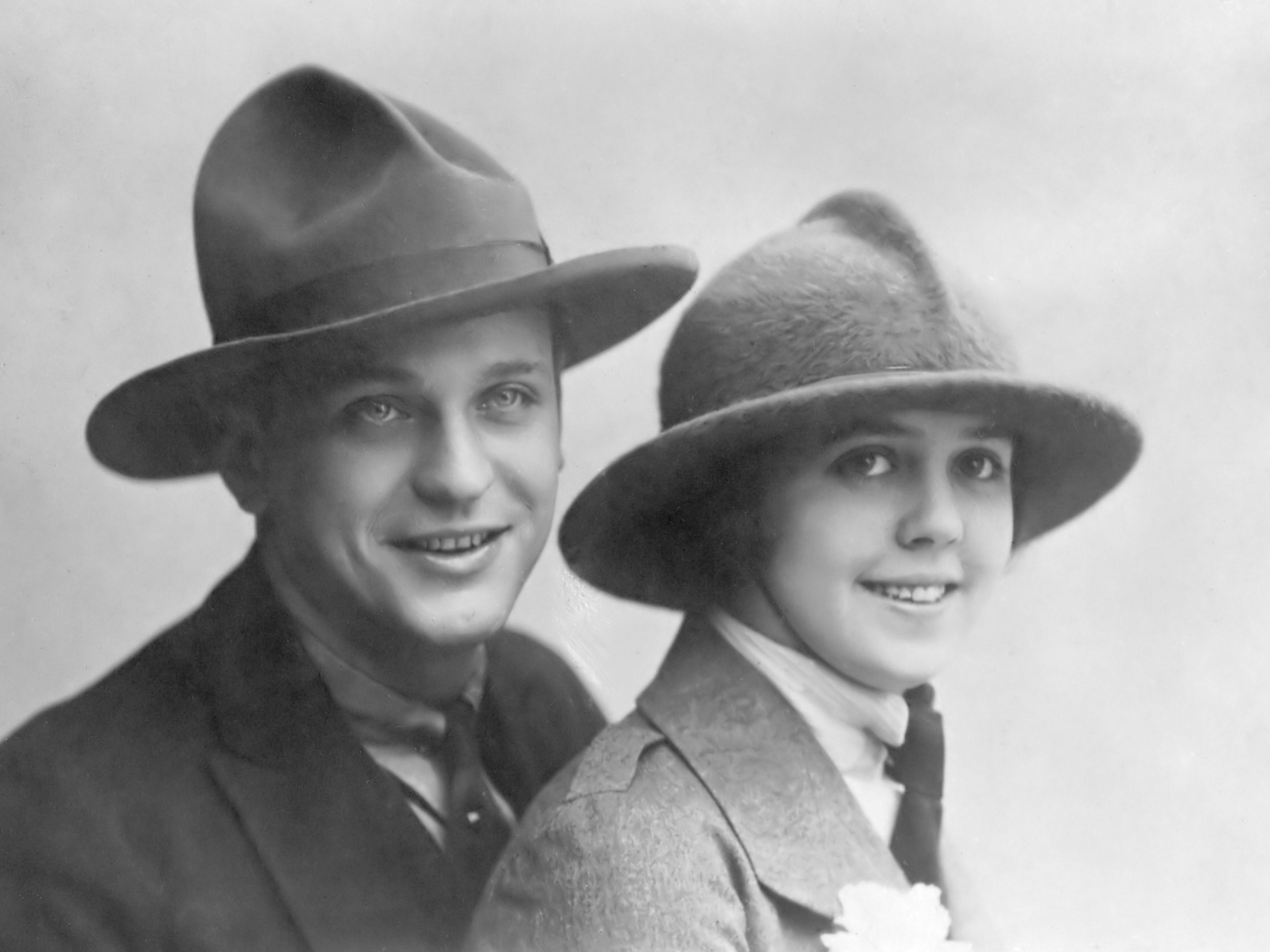
Bouwmeester met Frenkel jr. in 1921

Bouwmeester bleef tot en met 1920 voor Verkade werken. Ze ontmoette hier haar achterneef Theo Frenkel jr.. Ze werden verliefd op elkaar en traden op 31 maart 1921 in het huwelijk. Ze sloten zich allebei aan bij verschillende toneelgezelschappen en produceerden ook voor een korte periode hun eigen toneelstukken. Ze baseerden de scenario's op bekende kinderverhalen, waaronder Pietje Bell of de lotgevallen van een ondeugenden jongen en Dik Trom. Bouwmeester speelde hoofdrollen in deze toneelstukken. Volgens menig bron was in deze periode haar rol in De gele mantel (1921), waarin ze optrad naast Tilly Lus, haar beste. Critici beschreven haar optreden als 'een onvergetelijke vertolking die een der hoogtepunten van die onvergetelijke opvoering was'. Op aanraden van Theo, verhuisde het koppel in 1923 naar Den Haag om te werken bij het Verenigd Rotterdams-Hofstad Toneel van Cor van der Lugt Melsert.
In deze periode nam Bouwmeester voornamelijk komische rollen in toneelstukken met een serieuze ondertoon voor haar rekening. Ze werd geprezen voor haar manier van acteren en werd alsmaar bekender. Al op 1 januari 1924 speelde ze er haar achttiende rol. Ze vertelde in een interview in 1924 dat ze 'elke rol, klein of groot, die enigszins de moeite waard is om er iets van te kunnen maken, prettig om te spelen'. De pers sprak over haar als 'superieur' en men was van mening dat ze in haar element 'alles kon bereiken, met bijna niets'. Onder de toneelstukken waar ze in deze periode in speelde viel ook Op hoop van zegen, waarin ze Clementine speelde.
In 1927 kwam een einde aan haar engagement met het Rotterdams Toneel, toen ze de beslissing nam haar echtgenoot te volgen naar het Nederlandsch Operette-Gezelschap. Het werd beschouwd als een tegenslag in haar tot dan toe succesvolle carrière. Voor Bouwmeester was het een onbevredigende stap, omdat ze het veeleisende publiek niet tevreden kon stellen. Voorheen trad ze voornamelijk op in volkstukken waar acteerprestaties niet het belangrijkst waren, maar in de operette kreeg de actrice veel kritiek te verduren. Na een tournee die veertien maanden duurde, maakte het koppel een lange reis naar Nederlands-Indië. Deze reis betekende voor Bouwmeester een uitstap van de operette.
In 1930 werkte ze gedurende twee seizoenen voor het Centraal Tooneel in Amsterdam. Ze werkte bij dit toneelgezelschap met een aantal bekende acteurs. Zo speelde ze naast onder anderen Mary Dresselhuys, Louis de Bree, Johan Kaart en Gusta Chrispijn-Mulder in de toneelstukken De familie van mijn vrouw (december 1931), Huwelijk-up-to-date (januari 1932) en Wat in Parijs te koop is (maart 1932). Ze ruilde het Centraal Tooneel in voor het Nederlandsch-Indisch Tooneel, waar ze de kans kreeg wederom komische rollen voor haar rekening te nemen. Ze behaalde in deze jaren geen artistieke eer, omdat men in de crisisjaren enkel afging op luchtig amusement.
Het was voor het eerst in tijden dat Bouwmeester in toneelstukken speelde zonder haar man. Het publiek begon te vermoeden dat hun huwelijk niet meer goed zou lopen. Dit gerucht werd in 1933 bewaarheid. Op 18 augustus 1933 scheidden Bouwmeester en Frenkel. Ze kreeg al snel een relatie met Cor van der Lugt Melsert, Mzn., (19 maart 1907 - 15 augustus 1990), neef van Cor van der Lugt Melsert, sr.). Ze verhuisde naar Rotterdam, waar haar man werkte als directeur van de Groote Schouwburg-Zuid. In deze tijd trad ze vooral op naast Cor Ruys en Louis de Bree. Op 29 mei 1935 trouwden ze. Van der Lugt verlangde naar een typisch gezin en eiste dat Bouwmeester haar carrière opgaf om huisvrouw te worden. Zij had geen bezwaar, omdat ze naar eigen zeggen aan een pauze toe was.

### Bouwmeester, een filmster

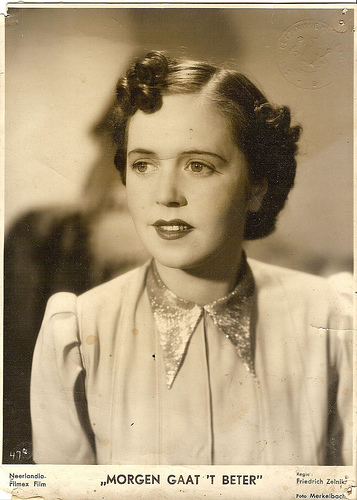
Bouwmeester als Willy Verhulst in Morgen gaat 't beter (1939)

Desondanks zat Bouwmeester niet stil. Ze deed in 1935, op aandringen van Louis de Bree, auditie voor de vrouwelijke hoofdrol in de film De kribbebijter. De proefopname viel echter niet in de smaak bij de regisseur en hij wees haar af. De rol ging uiteindelijk naar Dolly Mollinger, een destijds onbekende actrice. Ze kreeg wel een kleine rol in de Frans-Nederlandse film De man zonder hart (1937), maar dit werd een grote flop. Hoewel ze uiteindelijk slechts één zin sprak in de film, verbleef ze drie weken in Parijs voor de opnamen. Toen na wekenlang wachten haar scène werd opgenomen, had ze haar lippen vol koortsuitslag, met als resultaat dat ze van achteren werd geschoten. Ze keerde terug naar Nederland, met de indruk dat ze nooit meer in een film zou acteren.
Twee jaar later vroeg regisseur Ludwig Berger haar auditie te doen voor Pygmalion (1937). Aanvankelijk dacht Bouwmeester dat Berger haar verwarde met haar jongere zus, filmactrice Dolly Bouwmeester. Haar man was er op tegen en Bouwmeester sprak met Berger af in het Amstel Hotel om het aanbod af te slaan en haar zus aan te raden voor de auditie, maar na de ontmoeting verlangde ze ernaar om met Berger samen te werken. Ze kreeg onmiddellijk de rol. Het was de eerste film waar ze in speelde sinds 1921 en haar eerste geluidsfilm. Pygmalion werd een overweldigend succes in Nederland. Bouwmeester werd direct een filmster en moest een secretaresse inhuren om haar fanmail te beantwoorden. Volgens haar kennissen kreeg ze echter nooit last van sterallures. Ze kreeg een Amerikaans filmcontract van de studio Paramount Pictures aangeboden om aldaar vijf jaar te werken. Haar echtgenoot weigerde echter mee naar Hollywood te verhuizen, waarna Bouwmeester ook de beslissing nam in Nederland te blijven. Overigens deed haar vaderland een beroep op de actrice niet te emigreren, omdat ze inmiddels de meest populaire actrice van Nederland was. Producent Rudolf Meyer, die ook werkte aan Pygmalion, benaderde haar om met hem in zee te gaan. Samen richtten ze de filmmaatschappij Neerlandia op.
Meyer stelde voor een verfilming te maken van het boek Daddy-Long-Legs. Het hoofdpersonage uit het verhaal is een tiener, terwijl Bouwmeester al bijna veertig jaar oud was. Bouwmeester besloot ondanks het leeftijdsverschil de rol op zich te nemen. De film werd in Nederland uitgebracht onder de titel Vadertje Langbeen (1938) en werd ook een bioscoophit. Het betekende voor de actrice een prolongatie van haar succes. De volgende (en tevens laatste) film die door de maatschappij werd uitgebracht, was Morgen gaat 't beter (1939). Hierin was Bouwmeester opnieuw te zien als een schoolmeisje.
Ondertussen speelde ze een van de hoofdrollen in Veertig jaren (1938). Het was haar eerste geluidsfilm die flopte. Dit was een grote teleurstelling, omdat het budget erg groot was en het in 51 bioscopen in première ging. In 1939 was ze op AVRO te horen als Ina Stellink in het achtdelige hoorspel Spreek met Vlaanderen en het komt in orde. In 1940 kwam haar laatste film Ergens in Nederland uit. Het was een film die tijdens de mobilisatie werd gemaakt. In augustus 1939 sloot ze nog een contract af bij N.V. Filmex - de distributiebedrijf van Pygmalion, waarvoor ze tot ten minste het najaar van 1940 aan films zou meewerken in hoofdrollen, maar de Tweede Wereldoorlog was niet veel later uitgebroken. Om die reden stopte Bouwmeester met werken. Haar tweede film - na Ergens in Nederland - onder contract van Filmex, Gekocht en betaald over het leven van botanicus Franz Junghuhn, waarin ze samen met Paul Storm vanaf oktober 1939 aan de draaiperiode zou beginnen, werd nooit afgemaakt.  Opmerkelijk genoeg kreeg ze nog een lucratief filmcontract aangeboden bij wereldberoemde filmstudio Universum Film AG (UFA) in Duitsland, maar dit sloeg ze af, omdat ze niet gebruikt wilde worden voor nazi-propaganda.

### Latere leven
In mei 1940 werd Rotterdam gebombardeerd en verwoest. Bouwmeester verhuisde naar Rotterdam, terwijl haar man elders zat ondergedoken. Ze nam grote risico's toen ze zich ontfermde over de zorg voor twee joodse jongens. Na de bevrijding in 1945, kreeg ze opnieuw filmaanbiedingen. Ze sloeg deze echter af om terug te keren naar het theater. In september 1945 sloot ze zich aan bij Het Residentie Tooneel en vanaf 1948 werkte ze gedurende vijf seizoenen lang voor Het Rotterdams Toneel. In deze periode speelde ze ook in de toneelversie van Pygmalion. Ze speelde de rol van Eliza Doolittle meer dan 800 keer. Haar collega's waren bekende acteurs, onder wie Ko van Dijk, Charlotte Köhler, Andrea Domburg, Ellen de Thouars en Frits van Dijk.
Bouwmeester speelde naast Pygmalion slechts in een handjevol andere toneelstukken. Ze behaalde nog successen met de vertolking van Cathérine Hübscher in Madame Sans-Gêne en een moederrol in De kinderen van Eduard in 1951. Ze kondigde in 1952 aan dat ze Het Rotterdams Toneel zou verlaten. Jan de Hartog wilde een spectaculaire afsluiter voor haar organiseren en schreef het toneelstuk Het hemelbed. Ze speelde de rol erin ongeveer 500 keer bij verschillende gezelschappen. Het werd een groot succes en resulteerde zelfs in een Amerikaanse verfilming, genaamd The Four Poster (1952). In 1954 besloot ze "na lang en rijp beraad" om het werken te staken, om voor het eerst in tijden rust te nemen. Ze richtte zich op het leven als huisvrouw en legde in haar vrije tijd interviews af voor tijdschriften en kranten. Ze hield de optie open om nog eenmaal in een film een optreden te maken, op voorwaarde dat producent Rudolf Meyer zou meewerken, maar dit is nooit tot stand gekomen.
In 1960 keerde Bouwmeester terug naar het theater. Ze was opnieuw te zien in een productie van Het hemelbed voor de Arnhemse toneelgroep Theater. Ondertussen vervulde ze gastrollen in blijspelen die werden uitgezonden door de NCRV. In 1969 zette ze voorgoed een punt achter haar carrière. Deze beslissing volgde na een moeizame samenwerking met Enny Mols-de Leeuwe in het toneelstuk Twee onschuldige engelen. Naar eigen zeggen betekende het acteervak niets meer voor de actrice. Ze zag geen uitdagingen meer, omdat ze zich realiseerde dat ze haar populariteit in Pygmalion niet kon overtreffen. Wel bleef ze nog decennialang een publiek figuur. Ze woonde verscheidene filmpremière en toneelvoorstellingen bij.
In 1990 kwam haar man te overlijden. Bouwmeester verhuisde vervolgens naar Sliedrecht. Haar laatste jaren sleet ze volgens bronnen in eenzaamheid. Wel werd aan de actrice in 1991 een Pre-Gouden Kalf uitgereikt en werd ze bekroond als "beste actrice uit de vooroorlogse Nederlandse speelfilm". Bouwmeester overleed op 91-jarige leeftijd in een plaatselijk ziekenhuis. Ze werd in Den Haag gecremeerd.

## Familiestamboom
|                |                |                |                |                |                |  |  |                             |                             |                             |                             |                             |                             |                            |                            |                              |                              |                              |                              |                                        |                              |                              |                              |                              |                              | Engelina Engelbertha Winzel 1768-1851 | Engelina Engelbertha Winzel 1768-1851 | Engelina Engelbertha Winzel 1768-1851 | Engelina Engelbertha Winzel 1768-1851 | Engelina Engelbertha Winzel 1768-1851 | Engelina Engelbertha Winzel 1768-1851 |                             |                             |                             |                             |                              |                              | Frederikus Adrianus Rosenveldt 1769-1847 | Frederikus Adrianus Rosenveldt 1769-1847 | Frederikus Adrianus Rosenveldt 1769-1847 | Frederikus Adrianus Rosenveldt 1769-1847 | Frederikus Adrianus Rosenveldt 1769-1847 | Frederikus Adrianus Rosenveldt 1769-1847 |                                     |                                     |                                     |                                     |                             |                             |                              |                              |                              |                              |                              |                              |                                 |                                 |                                 |                                 |                                 |                                 |                       |                       |                           |                           |                           |                           |                            |                            |                            |                            |                            |                            |  |  |  |  |  |  |  |  |  |  |  |  |  |  |  |  |
|                |                |                |                |                |                |  |  |                             |                             |                             |                             |                             |                             |                            |                            |                              |                              |                              |                              |                                        |                              |                              |                              |                              |                              | Engelina Engelbertha Winzel 1768-1851 | Engelina Engelbertha Winzel 1768-1851 | Engelina Engelbertha Winzel 1768-1851 | Engelina Engelbertha Winzel 1768-1851 | Engelina Engelbertha Winzel 1768-1851 | Engelina Engelbertha Winzel 1768-1851 |                             |                             |                             |                             |                              |                              | Frederikus Adrianus Rosenveldt 1769-1847 | Frederikus Adrianus Rosenveldt 1769-1847 | Frederikus Adrianus Rosenveldt 1769-1847 | Frederikus Adrianus Rosenveldt 1769-1847 | Frederikus Adrianus Rosenveldt 1769-1847 | Frederikus Adrianus Rosenveldt 1769-1847 |                                     |                                     |                                     |                                     |                             |                             |                              |                              |                              |                              |                              |                              |                                 |                                 |                                 |                                 |                                 |                                 |                       |                       |                           |                           |                           |                           |                            |                            |                            |                            |                            |                            |  |  |  |  |  |  |  |  |  |  |  |  |  |  |  |  |
|                |                |                |                |                |                |  |  |                             |                             |                             |                             |                             |                             |                            |                            |                              |                              |                              |                              |                                        |                              |                              |                              |                              |                              |                                       |                                       |                                       |                                       |                                       |                                       |                             |                             |                             |                             |                              |                              |                                          |                                          |                                          |                                          |                                          |                                          |                                     |                                     |                                     |                                     |                             |                             |                              |                              |                              |                              |                              |                              |                                 |                                 |                                 |                                 |                                 |                                 |                       |                       |                           |                           |                           |                           |                            |                            |                            |                            |                            |                            |  |  |  |  |  |  |  |  |  |  |  |  |  |  |  |  |
|                |                |                |                |                |                |  |  |                             |                             |                             |                             |                             |                             |                            |                            |                              |                              |                              |                              | Louisa Bouwmeester 1818-1865           | Louisa Bouwmeester 1818-1865 | Louisa Bouwmeester 1818-1865 | Louisa Bouwmeester 1818-1865 | Louisa Bouwmeester 1818-1865 | Louisa Bouwmeester 1818-1865 |                                       |                                       |                                       |                                       |                                       |                                       | Louis Rosenveldt 1798-1867  | Louis Rosenveldt 1798-1867  | Louis Rosenveldt 1798-1867  | Louis Rosenveldt 1798-1867  | Louis Rosenveldt 1798-1867   | Louis Rosenveldt 1798-1867   |                                          |                                          |                                          |                                          |                                          |                                          |                                     |                                     |                                     |                                     |                             |                             |                              |                              |                              |                              |                              |                              |                                 |                                 |                                 |                                 |                                 |                                 |                       |                       |                           |                           |                           |                           |                            |                            |                            |                            |                            |                            |  |  |  |  |  |  |  |  |  |  |  |  |  |  |  |  |
|                |                |                |                |                |                |  |  |                             |                             |                             |                             |                             |                             |                            |                            |                              |                              |                              |                              | Louisa Bouwmeester 1818-1865           | Louisa Bouwmeester 1818-1865 | Louisa Bouwmeester 1818-1865 | Louisa Bouwmeester 1818-1865 | Louisa Bouwmeester 1818-1865 | Louisa Bouwmeester 1818-1865 |                                       |                                       |                                       |                                       |                                       |                                       | Louis Rosenveldt 1798-1867  | Louis Rosenveldt 1798-1867  | Louis Rosenveldt 1798-1867  | Louis Rosenveldt 1798-1867  | Louis Rosenveldt 1798-1867   | Louis Rosenveldt 1798-1867   |                                          |                                          |                                          |                                          |                                          |                                          |                                     |                                     |                                     |                                     |                             |                             |                              |                              |                              |                              |                              |                              |                                 |                                 |                                 |                                 |                                 |                                 |                       |                       |                           |                           |                           |                           |                            |                            |                            |                            |                            |                            |  |  |  |  |  |  |  |  |  |  |  |  |  |  |  |  |
|                |                |                |                |                |                |  |  |                             |                             |                             |                             |                             |                             |                            |                            |                              |                              |                              |                              |                                        |                              |                              |                              |                              |                              |                                       |                                       |                                       |                                       |                                       |                                       |                             |                             |                             |                             |                              |                              |                                          |                                          |                                          |                                          |                                          |                                          |                                     |                                     |                                     |                                     |                             |                             |                              |                              |                              |                              |                              |                              |                                 |                                 |                                 |                                 |                                 |                                 |                       |                       |                           |                           |                           |                           |                            |                            |                            |                            |                            |                            |  |  |  |  |  |  |  |  |  |  |  |  |  |  |  |  |
|                |                |                |                |                |                |  |  |                             |                             |                             |                             |                             |                             |                            |                            |                              |                              |                              |                              |                                        |                              |                              |                              |                              |                              |                                       |                                       |                                       |                                       |                                       |                                       |                             |                             |                             |                             |                              |                              |                                          |                                          |                                          |                                          |                                          |                                          |                                     |                                     |                                     |                                     |                             |                             |                              |                              |                              |                              |                              |                              |                                 |                                 |                                 |                                 |                                 |                                 |                       |                       |                           |                           |                           |                           |                            |                            |                            |                            |                            |                            |  |  |  |  |  |  |  |  |  |  |  |  |  |  |  |  |
| Zes huwelijken | Zes huwelijken | Zes huwelijken | Zes huwelijken | Zes huwelijken | Zes huwelijken |  |  | Louis Bouwmeester 1842-1925 | Louis Bouwmeester 1842-1925 | Louis Bouwmeester 1842-1925 | Louis Bouwmeester 1842-1925 | Louis Bouwmeester 1842-1925 | Louis Bouwmeester 1842-1925 |                            |                            | Louise Bouwmeester 1846-1922 | Louise Bouwmeester 1846-1922 | Louise Bouwmeester 1846-1922 | Louise Bouwmeester 1846-1922 | Louise Bouwmeester 1846-1922           | Louise Bouwmeester 1846-1922 |                              |                              | August la Rondelle 1839-1928 | August la Rondelle 1839-1928 | August la Rondelle 1839-1928          | August la Rondelle 1839-1928          | August la Rondelle 1839-1928          | August la Rondelle 1839-1928          |                                       |                                       |                             |                             |                             |                             | Elisabeth Heilbron 1851-1938 | Elisabeth Heilbron 1851-1938 | Elisabeth Heilbron 1851-1938             | Elisabeth Heilbron 1851-1938             | Elisabeth Heilbron 1851-1938             | Elisabeth Heilbron 1851-1938             |                                          |                                          | Frits Bouwmeester 1848-1906         | Frits Bouwmeester 1848-1906         | Frits Bouwmeester 1848-1906         | Frits Bouwmeester 1848-1906         | Frits Bouwmeester 1848-1906 | Frits Bouwmeester 1848-1906 |                              |                              |                              |                              |                              |                              | Theo Mann-Bouwmeester 1850-1939 | Theo Mann-Bouwmeester 1850-1939 | Theo Mann-Bouwmeester 1850-1939 | Theo Mann-Bouwmeester 1850-1939 | Theo Mann-Bouwmeester 1850-1939 | Theo Mann-Bouwmeester 1850-1939 |                       |                       | Maurits Frenkel 1841-1873 | Maurits Frenkel 1841-1873 | Maurits Frenkel 1841-1873 | Maurits Frenkel 1841-1873 | Maurits Frenkel 1841-1873  | Maurits Frenkel 1841-1873  |                            |                            |                            |                            |  |  |  |  |  |  |  |  |  |  |  |  |  |  |  |  |
| Zes huwelijken | Zes huwelijken | Zes huwelijken | Zes huwelijken | Zes huwelijken | Zes huwelijken |  |  | Louis Bouwmeester 1842-1925 | Louis Bouwmeester 1842-1925 | Louis Bouwmeester 1842-1925 | Louis Bouwmeester 1842-1925 | Louis Bouwmeester 1842-1925 | Louis Bouwmeester 1842-1925 |                            |                            | Louise Bouwmeester 1846-1922 | Louise Bouwmeester 1846-1922 | Louise Bouwmeester 1846-1922 | Louise Bouwmeester 1846-1922 | Louise Bouwmeester 1846-1922           | Louise Bouwmeester 1846-1922 |                              |                              | August la Rondelle 1839-1928 | August la Rondelle 1839-1928 | August la Rondelle 1839-1928          | August la Rondelle 1839-1928          | August la Rondelle 1839-1928          | August la Rondelle 1839-1928          |                                       |                                       |                             |                             |                             |                             | Elisabeth Heilbron 1851-1938 | Elisabeth Heilbron 1851-1938 | Elisabeth Heilbron 1851-1938             | Elisabeth Heilbron 1851-1938             | Elisabeth Heilbron 1851-1938             | Elisabeth Heilbron 1851-1938             |                                          |                                          | Frits Bouwmeester 1848-1906         | Frits Bouwmeester 1848-1906         | Frits Bouwmeester 1848-1906         | Frits Bouwmeester 1848-1906         | Frits Bouwmeester 1848-1906 | Frits Bouwmeester 1848-1906 |                              |                              |                              |                              |                              |                              | Theo Mann-Bouwmeester 1850-1939 | Theo Mann-Bouwmeester 1850-1939 | Theo Mann-Bouwmeester 1850-1939 | Theo Mann-Bouwmeester 1850-1939 | Theo Mann-Bouwmeester 1850-1939 | Theo Mann-Bouwmeester 1850-1939 |                       |                       | Maurits Frenkel 1841-1873 | Maurits Frenkel 1841-1873 | Maurits Frenkel 1841-1873 | Maurits Frenkel 1841-1873 | Maurits Frenkel 1841-1873  | Maurits Frenkel 1841-1873  |                            |                            |                            |                            |  |  |  |  |  |  |  |  |  |  |  |  |  |  |  |  |
|                |                |                |                |                |                |  |  |                             |                             |                             |                             |                             |                             |                            |                            |                              |                              |                              |                              |                                        |                              |                              |                              |                              |                              |                                       |                                       |                                       |                                       |                                       |                                       |                             |                             |                             |                             |                              |                              |                                          |                                          |                                          |                                          |                                          |                                          |                                     |                                     |                                     |                                     |                             |                             |                              |                              |                              |                              |                              |                              |                                 |                                 |                                 |                                 |                                 |                                 |                       |                       |                           |                           |                           |                           |                            |                            |                            |                            |                            |                            |  |  |  |  |  |  |  |  |  |  |  |  |  |  |  |  |
|                |                |                |                |                |                |  |  |                             |                             |                             |                             |                             |                             |                            |                            |                              |                              |                              |                              |                                        |                              |                              |                              |                              |                              |                                       |                                       |                                       |                                       |                                       |                                       |                             |                             |                             |                             | Marie Clermont 1860-1922     | Marie Clermont 1860-1922     | Marie Clermont 1860-1922                 | Marie Clermont 1860-1922                 | Marie Clermont 1860-1922                 | Marie Clermont 1860-1922                 |                                          |                                          |                                     |                                     |                                     |                                     |                             |                             |                              |                              |                              |                              |                              |                              |                                 |                                 |                                 |                                 |                                 |                                 |                       |                       |                           |                           |                           |                           | Henri Brondgeest 1867-1928 | Henri Brondgeest 1867-1928 | Henri Brondgeest 1867-1928 | Henri Brondgeest 1867-1928 | Henri Brondgeest 1867-1928 | Henri Brondgeest 1867-1928 |  |  |  |  |  |  |  |  |  |  |  |  |  |  |  |  |
|                |                |                |                |                |                |  |  |                             |                             |                             |                             |                             |                             |                            |                            |                              |                              |                              |                              |                                        |                              |                              |                              |                              |                              |                                       |                                       |                                       |                                       |                                       |                                       |                             |                             |                             |                             | Marie Clermont 1860-1922     | Marie Clermont 1860-1922     | Marie Clermont 1860-1922                 | Marie Clermont 1860-1922                 | Marie Clermont 1860-1922                 | Marie Clermont 1860-1922                 |                                          |                                          |                                     |                                     |                                     |                                     |                             |                             |                              |                              |                              |                              |                              |                              |                                 |                                 |                                 |                                 |                                 |                                 |                       |                       |                           |                           |                           |                           | Henri Brondgeest 1867-1928 | Henri Brondgeest 1867-1928 | Henri Brondgeest 1867-1928 | Henri Brondgeest 1867-1928 | Henri Brondgeest 1867-1928 | Henri Brondgeest 1867-1928 |  |  |  |  |  |  |  |  |  |  |  |  |  |  |  |  |
|                |                |                |                |                |                |  |  |                             |                             |                             |                             |                             |                             |                            |                            |                              |                              |                              |                              |                                        |                              |                              |                              |                              |                              |                                       |                                       |                                       |                                       |                                       |                                       |                             |                             |                             |                             |                              |                              |                                          |                                          |                                          |                                          |                                          |                                          |                                     |                                     |                                     |                                     |                             |                             |                              |                              |                              |                              |                              |                              |                                 |                                 |                                 |                                 |                                 |                                 |                       |                       |                           |                           |                           |                           |                            |                            |                            |                            |                            |                            |  |  |  |  |  |  |  |  |  |  |  |  |  |  |  |  |
|                |                |                |                |                |                |  |  |                             |                             |                             |                             |                             |                             |                            |                            |                              |                              |                              |                              |                                        |                              |                              |                              |                              |                              |                                       |                                       |                                       |                                       |                                       |                                       |                             |                             |                             |                             |                              |                              |                                          |                                          |                                          |                                          |                                          |                                          |                                     |                                     |                                     |                                     |                             |                             |                              |                              |                              |                              |                              |                              |                                 |                                 |                                 |                                 |                                 |                                 |                       |                       |                           |                           |                           |                           |                            |                            |                            |                            |                            |                            |  |  |  |  |  |  |  |  |  |  |  |  |  |  |  |  |
|                |                |                |                |                |                |  |  |                             |                             |                             |                             |                             |                             |                            |                            |                              |                              |                              |                              |                                        |                              |                              |                              |                              |                              | Julie Marie Arpeau 1880-1952          | Julie Marie Arpeau 1880-1952          | Julie Marie Arpeau 1880-1952          | Julie Marie Arpeau 1880-1952          | Julie Marie Arpeau 1880-1952          | Julie Marie Arpeau 1880-1952          |                             |                             | Louis Bouwmeester 1882-1931 | Louis Bouwmeester 1882-1931 | Louis Bouwmeester 1882-1931  | Louis Bouwmeester 1882-1931  | Louis Bouwmeester 1882-1931              | Louis Bouwmeester 1882-1931              |                                          |                                          | Philippine Johanna Belder 1867-1961      | Philippine Johanna Belder 1867-1961      | Philippine Johanna Belder 1867-1961 | Philippine Johanna Belder 1867-1961 | Philippine Johanna Belder 1867-1961 | Philippine Johanna Belder 1867-1961 |                             |                             | Frits Bouwmeester 1885-1959  | Frits Bouwmeester 1885-1959  | Frits Bouwmeester 1885-1959  | Frits Bouwmeester 1885-1959  | Frits Bouwmeester 1885-1959  | Frits Bouwmeester 1885-1959  |                                 |                                 |                                 |                                 |                                 |                                 |                       |                       |                           |                           |                           |                           | Johann Mann 1858-1904      | Johann Mann 1858-1904      | Johann Mann 1858-1904      | Johann Mann 1858-1904      | Johann Mann 1858-1904      | Johann Mann 1858-1904      |  |  |  |  |  |  |  |  |  |  |  |  |  |  |  |  |
|                |                |                |                |                |                |  |  |                             |                             |                             |                             |                             |                             |                            |                            |                              |                              |                              |                              |                                        |                              |                              |                              |                              |                              | Julie Marie Arpeau 1880-1952          | Julie Marie Arpeau 1880-1952          | Julie Marie Arpeau 1880-1952          | Julie Marie Arpeau 1880-1952          | Julie Marie Arpeau 1880-1952          | Julie Marie Arpeau 1880-1952          |                             |                             | Louis Bouwmeester 1882-1931 | Louis Bouwmeester 1882-1931 | Louis Bouwmeester 1882-1931  | Louis Bouwmeester 1882-1931  | Louis Bouwmeester 1882-1931              | Louis Bouwmeester 1882-1931              |                                          |                                          | Philippine Johanna Belder 1867-1961      | Philippine Johanna Belder 1867-1961      | Philippine Johanna Belder 1867-1961 | Philippine Johanna Belder 1867-1961 | Philippine Johanna Belder 1867-1961 | Philippine Johanna Belder 1867-1961 |                             |                             | Frits Bouwmeester 1885-1959  | Frits Bouwmeester 1885-1959  | Frits Bouwmeester 1885-1959  | Frits Bouwmeester 1885-1959  | Frits Bouwmeester 1885-1959  | Frits Bouwmeester 1885-1959  |                                 |                                 |                                 |                                 |                                 |                                 |                       |                       |                           |                           |                           |                           | Johann Mann 1858-1904      | Johann Mann 1858-1904      | Johann Mann 1858-1904      | Johann Mann 1858-1904      | Johann Mann 1858-1904      | Johann Mann 1858-1904      |  |  |  |  |  |  |  |  |  |  |  |  |  |  |  |  |
|                |                |                |                |                |                |  |  |                             |                             |                             |                             |                             |                             |                            |                            |                              |                              |                              |                              |                                        |                              |                              |                              |                              |                              |                                       |                                       |                                       |                                       |                                       |                                       |                             |                             |                             |                             |                              |                              |                                          |                                          |                                          |                                          |                                          |                                          |                                     |                                     |                                     |                                     |                             |                             |                              |                              |                              |                              |                              |                              |                                 |                                 |                                 |                                 |                                 |                                 |                       |                       |                           |                           |                           |                           |                            |                            |                            |                            |                            |                            |  |  |  |  |  |  |  |  |  |  |  |  |  |  |  |  |
|                |                |                |                |                |                |  |  |                             |                             |                             |                             |                             |                             |                            |                            |                              |                              |                              |                              |                                        |                              |                              |                              |                              |                              |                                       |                                       |                                       |                                       |                                       |                                       |                             |                             |                             |                             |                              |                              |                                          |                                          |                                          |                                          | Dogi Rugani 1898-1983                    |                                          |                                     |                                     |                                     |                                     |                             |                             |                              |                              |                              |                              |                              |                              |                                 |                                 |                                 |                                 |                                 |                                 |                       |                       |                           |                           |                           |                           |                            |                            |                            |                            |                            |                            |  |  |  |  |  |  |  |  |  |  |  |  |  |  |  |  |
|                |                |                |                |                |                |  |  |                             |                             |                             |                             |                             |                             |                            |                            |                              |                              |                              |                              |                                        |                              |                              |                              |                              |                              |                                       |                                       |                                       |                                       |                                       |                                       |                             |                             |                             |                             |                              |                              |                                          |                                          |                                          |                                          |                                          |                                          |                                     |                                     |                                     |                                     |                             |                             |                              |                              |                              |                              |                              |                              |                                 |                                 |                                 |                                 |                                 |                                 |                       |                       |                           |                           |                           |                           |                            |                            |                            |                            |                            |                            |  |  |  |  |  |  |  |  |  |  |  |  |  |  |  |  |
|                |                |                |                |                |                |  |  |                             |                             |                             |                             |                             |                             |                            |                            |                              |                              |                              |                              |                                        |                              |                              |                              |                              |                              |                                       |                                       |                                       |                                       |                                       |                                       |                             |                             |                             |                             |                              |                              |                                          |                                          |                                          |                                          |                                          |                                          |                                     |                                     |                                     |                                     |                             |                             |                              |                              |                              |                              |                              |                              |                                 |                                 |                                 |                                 |                                 |                                 |                       |                       |                           |                           |                           |                           |                            |                            |                            |                            |                            |                            |  |  |  |  |  |  |  |  |  |  |  |  |  |  |  |  |
|                |                |                |                |                |                |  |  |                             |                             |                             |                             |                             |                             |                            |                            |                              |                              |                              |                              |                                        |                              |                              |                              |                              |                              |                                       |                                       |                                       |                                       |                                       |                                       |                             |                             |                             |                             |                              |                              |                                          |                                          |                                          |                                          |                                          |                                          |                                     |                                     |                                     |                                     |                             |                             |                              |                              |                              |                              |                              |                              |                                 |                                 |                                 |                                 |                                 |                                 |                       |                       |                           |                           |                           |                           |                            |                            |                            |                            |                            |                            |  |  |  |  |  |  |  |  |  |  |  |  |  |  |  |  |
|                |                |                |                |                |                |  |  |                             |                             |                             |                             | Lily Bouwmeester 1901-1993  | Lily Bouwmeester 1901-1993  | Lily Bouwmeester 1901-1993 | Lily Bouwmeester 1901-1993 | Lily Bouwmeester 1901-1993   | Lily Bouwmeester 1901-1993   |                              |                              | Theo Frenkel 1893-1955                 | Theo Frenkel 1893-1955       | Theo Frenkel 1893-1955       | Theo Frenkel 1893-1955       | Theo Frenkel 1893-1955       | Theo Frenkel 1893-1955       |                                       |                                       |                                       |                                       | Dolly Bouwmeester 1913-1986           | Dolly Bouwmeester 1913-1986           | Dolly Bouwmeester 1913-1986 | Dolly Bouwmeester 1913-1986 | Dolly Bouwmeester 1913-1986 | Dolly Bouwmeester 1913-1986 |                              |                              | John Jackson                             | John Jackson                             | John Jackson                             | John Jackson                             | John Jackson                             | John Jackson                             |                                     |                                     |                                     |                                     |                             |                             | Loutje Bouwmeester 1913-1974 | Loutje Bouwmeester 1913-1974 | Loutje Bouwmeester 1913-1974 | Loutje Bouwmeester 1913-1974 | Loutje Bouwmeester 1913-1974 | Loutje Bouwmeester 1913-1974 |                                 |                                 | Alexandra Bouwmeester           | Alexandra Bouwmeester           | Alexandra Bouwmeester           | Alexandra Bouwmeester           | Alexandra Bouwmeester | Alexandra Bouwmeester |                           |                           |                           |                           |                            |                            |                            |                            |                            |                            |  |  |  |  |  |  |  |  |  |  |  |  |  |  |  |  |
|                |                |                |                |                |                |  |  |                             |                             |                             |                             | Lily Bouwmeester 1901-1993  | Lily Bouwmeester 1901-1993  | Lily Bouwmeester 1901-1993 | Lily Bouwmeester 1901-1993 | Lily Bouwmeester 1901-1993   | Lily Bouwmeester 1901-1993   |                              |                              | Theo Frenkel 1893-1955                 | Theo Frenkel 1893-1955       | Theo Frenkel 1893-1955       | Theo Frenkel 1893-1955       | Theo Frenkel 1893-1955       | Theo Frenkel 1893-1955       |                                       |                                       |                                       |                                       | Dolly Bouwmeester 1913-1986           | Dolly Bouwmeester 1913-1986           | Dolly Bouwmeester 1913-1986 | Dolly Bouwmeester 1913-1986 | Dolly Bouwmeester 1913-1986 | Dolly Bouwmeester 1913-1986 |                              |                              | John Jackson                             | John Jackson                             | John Jackson                             | John Jackson                             | John Jackson                             | John Jackson                             |                                     |                                     |                                     |                                     |                             |                             | Loutje Bouwmeester 1913-1974 | Loutje Bouwmeester 1913-1974 | Loutje Bouwmeester 1913-1974 | Loutje Bouwmeester 1913-1974 | Loutje Bouwmeester 1913-1974 | Loutje Bouwmeester 1913-1974 |                                 |                                 | Alexandra Bouwmeester           | Alexandra Bouwmeester           | Alexandra Bouwmeester           | Alexandra Bouwmeester           | Alexandra Bouwmeester | Alexandra Bouwmeester |                           |                           |                           |                           |                            |                            |                            |                            |                            |                            |  |  |  |  |  |  |  |  |  |  |  |  |  |  |  |  |
|                |                |                |                |                |                |  |  |                             |                             |                             |                             |                             |                             |                            |                            |                              |                              |                              |                              |                                        |                              |                              |                              |                              |                              |                                       |                                       |                                       |                                       |                                       |                                       |                             |                             |                             |                             |                              |                              |                                          |                                          |                                          |                                          |                                          |                                          |                                     |                                     |                                     |                                     |                             |                             |                              |                              |                              |                              |                              |                              |                                 |                                 |                                 |                                 |                                 |                                 |                       |                       |                           |                           |                           |                           |                            |                            |                            |                            |                            |                            |  |  |  |  |  |  |  |  |  |  |  |  |  |  |  |  |
|                |                |                |                |                |                |  |  |                             |                             |                             |                             |                             |                             |                            |                            |                              |                              |                              |                              | Cor van der Lugt Melsert jr. 1907-1990 |                              |                              |                              |                              |                              |                                       |                                       |                                       |                                       |                                       |                                       |                             |                             |                             |                             |                              |                              |                                          |                                          |                                          |                                          |                                          |                                          |                                     |                                     |                                     |                                     |                             |                             |                              |                              |                              |                              |                              |                              |                                 |                                 |                                 |                                 |                                 |                                 |                       |                       |                           |                           |                           |                           |                            |                            |                            |                            |                            |                            |  |  |  |  |  |  |  |  |  |  |  |  |  |  |  |  |
|                |                |                |                |                |                |  |  |                             |                             |                             |                             |                             |                             |                            |                            |                              |                              |                              |                              |                                        |                              |                              |                              |                              |                              |                                       |                                       |                                       |                                       |                                       |                                       |                             |                             |                             |                             |                              |                              |                                          |                                          |                                          |                                          |                                          |                                          |                                     |                                     |                                     |                                     |                             |                             |                              |                              |                              |                              |                              |                              |                                 |                                 |                                 |                                 |                                 |                                 |                       |                       |                           |                           |                           |                           |                            |                            |                            |                            |                            |                            |  |  |  |  |  |  |  |  |  |  |  |  |  |  |  |  |